# Iglesia de la Beata María Ana de Jesús (Madrid)
La iglesia parroquial de la Beata María Ana de Jesús se encuentra en el distrito de Arganzuela de Madrid. Está ubicada cerca de la plaza que lleva su nombre. Fue construida entre 1945 y 1952. Es obra del arquitecto Joaquín Núñez Mera, uno de los escogidos arquitectos que buscaron referencias históricas y estéticas para las iglesias en plena irrupción del racionalismo. 